# 라자사우루스
라자사우루스(Rajasaurus)는 백악기 후기에 살았던 육식성 수각류 공룡이다. 화석은 서인도의 구자라트 주에 있는 라메타 층에서 발굴되었다. 속명의 뜻은 산스크리트어로 군주를 뜻하는 라자(राजा)에서 유래한 군주 도마뱀을 의미한다.

## 발견

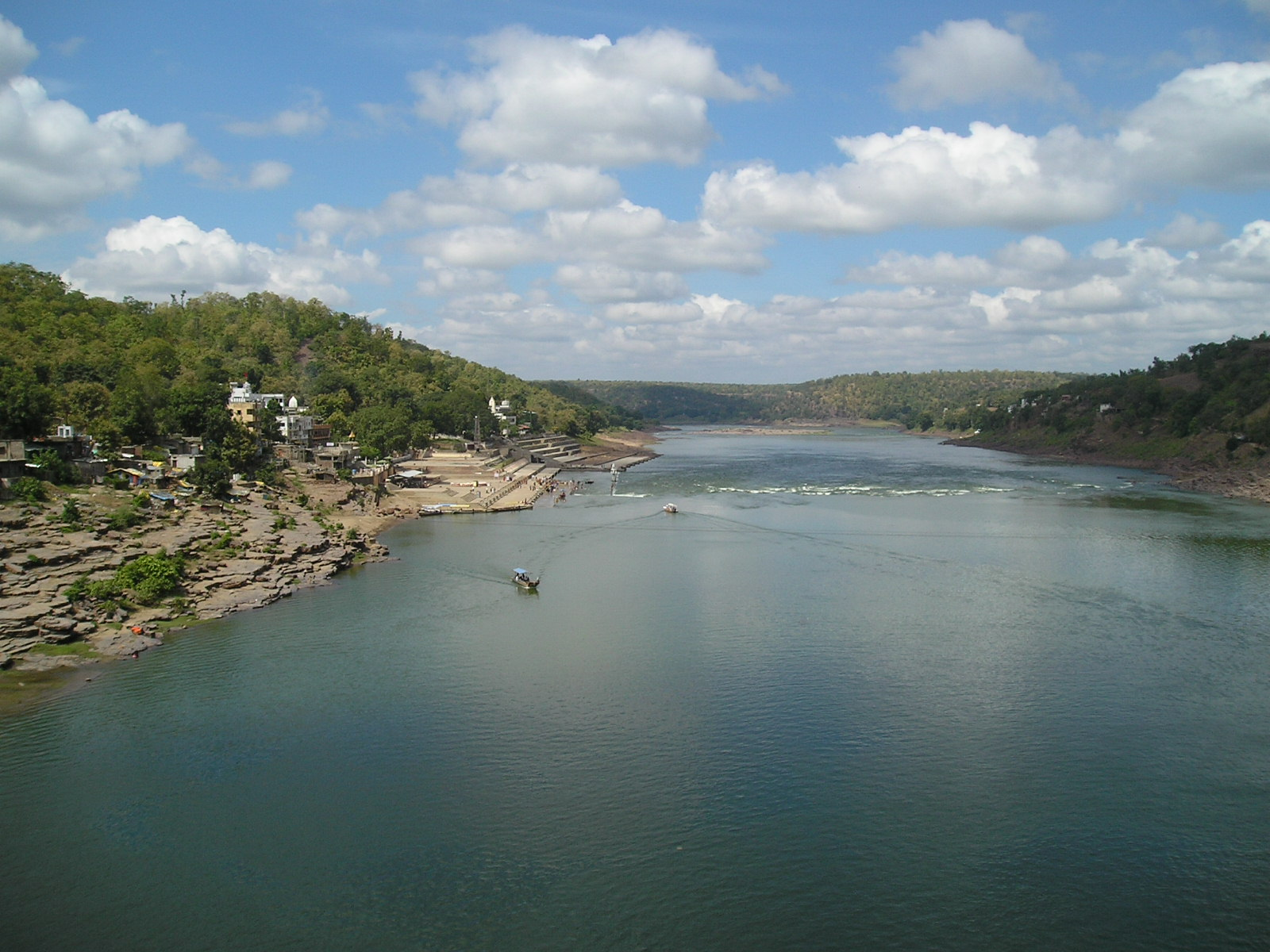
라자사우루스의 유적이 발견된 근처의 나르마다 강

라자사우루스는 나르마다 강 근처에서 다양한 뼈 화석이 발견되었고, 이후 2001년 인도와 미국의 공동연구를 통해 2003년에 공식적으로 학계에 보고되었다. 발견 당시 두개골 부분에 뿔이 하나 있었는데, 이는 아마도 박치기 등의 용도로 사용되었을 것으로 추정된다.

## 특징

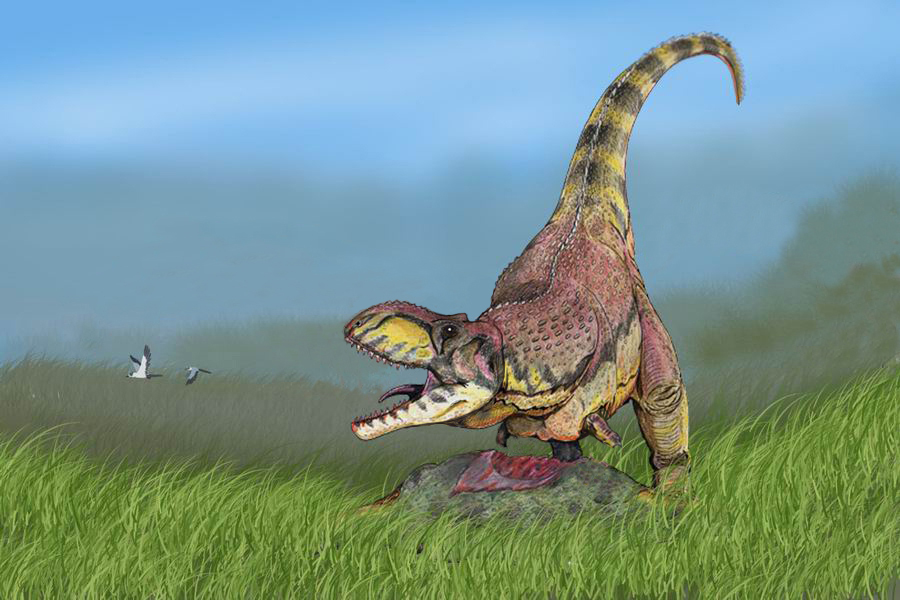
라자사우루스의 복원도

크기는 6.6 미터 (22 ft)였으며 이마에 뿔이 하나 있었는데, 이는 아마도 전시와 박치기에 사용되었을 것으로 추정된다. 다른 아벨리사우루스류와 마찬가지로 라자사우루스도 아마도 매복 포식자였을 것이다. 근연종인 마준가사우루스처럼 매복해 있다가 사냥감을 덮쳐 물고 늘어지면서 지쳐 쓰러지게 만드는 사냥을 했을 것으로 추정된다.